# Château de Bouteville
Le château de Bouteville, dont il ne reste qu'une ruine imposante, a été le siège d'une puissante chatellenie et un des plus beaux châteaux de Charente. Il est situé dans la commune de Bouteville, proche de Châteauneuf-sur-Charente.

## Historique
Construit à l'emplacement d'une villa gallo-romaine, le premier château-fort est édifié vers l'an 1000 et signalé en 1028. Il appartient au début du XIe siècle à Geoffroy Taillefer, le fils du comte d'Angoulême Guillaume IV, à la suite de son mariage avec Pétronille, fille du seigneur d'Archiac, qui le lui apporte en dot. Ils poursuivent la construction de l'église et fondent le prieuré.
Après les Taillefer, le château entre ensuite dans la maison de Lusignan.
À la réunion de l'Angoumois à la couronne de France au début du XIVe siècle, Bouteville passe à Jeanne de Navarre, puis à Aimery III de La Rochefoucauld en récompense de ses services. 
Jean sans Terre, roi d'Angleterre et époux d'Isabelle d'Angoulême, y séjourne plusieurs fois. Bouteville est repris par les Français vers 1355.
Lors du traité de Brétigny en 1360 qui rend l'Angoumois à l'Angleterre, Bouteville devient par l'entremise de Jean Chandos l'une des neuf châtellenies de la sénéchaussée de l'Angoumois (l'une des 13 de l'Aquitaine), avec Angoulême, Villebois, Merpins, Jarnac, Cognac, La Tour-Blanche et Aubeterre. Le Prince Noir qui résidait souvent à Angoulême venait souvent au château.
Le château de Bouteville repasse plusieurs fois aux Français mais les Anglais y sont encore en 1445, avant leur retrait définitif.
Ruiné par la guerre de Cent Ans, il est restauré en 1453 par Jean d'Orléans.
Les parents de François Ier, Charles d'Orléans, comte d'Angoulême, et sa femme Louise de Savoie (1476-1531) aimaient Bouteville. 
Après eux, à partir des années 1530, viennent les Montmorency-Fosseux. François de Montmorency-Bouteville s'illustrera tristement à Paris par son duel qui lui vaudra d'être décapité en juin 1627.
Lors des guerres de Religion, le château fut l'objet de luttes entre catholiques et protestants. En juillet 1577, comme l'assassin de l'amiral de Coligny, Charles Danowitz dit Besme, revenait d'Espagne, il fut arrêté et tué, près de Jarnac, par une partie de la garnison de Bouteville, où il avait séjourné en état d'arrestation. 
Le château est de nouveau en ruines en 1598.
En 1593, le domaine devient possession de Bernard de Béon du Massès, gouverneur pour le roi en Saintonge et en Angoumois, qui reconstruit le château jusqu'à sa mort arrivée en 1608. Sa veuve, Louise de Luxembourg, fait poursuivre les travaux qui dureront jusqu'en 1624 ; mais un état dressé à cette date indique que seul le gros œuvre est achevé, pas la décoration.
Le domaine resta dans  la maison de Béon jusqu'en 1726, où il fut engagé à Henri de Bruzac-Hautefort, major des gardes du corps. Il y habite jusqu'en 1736, faisant procéder à des transformations importantes. Il meurt en 1751.
Il est en très mauvais état quand, en 1788, il entre dans l'apanage du comte d'Artois, qui commence sa rénovation. À la Révolution, les travaux sont achevés, mais le château est séquestré à la suite de l'émigration du comte d'Artois. Il est alors vendu à Antoine Marcombe, marchand de Bouteville, qui commence aussitôt les démolitions. Ainsi la cheminée monumentale est remontée au château de Bourg-Charente.
En 1929-1930, Richard de Segonzac, effectue à son tour quelques travaux, notamment la charpente de la grande salle, la démolition des restes de l'aile sud, l'aménagement de la terrasse de l'aile principale, la démolition du porche d'entrée de la cour...
À partir de 1935, le domaine est la propriété de la famille de Joyet. En 1984 le château est classé monument historique, puis en 1994 le château devient propriété de la commune.

## Architecture
Il forme un imposant ensemble en ruines de bâtiments entourant une vaste cour.
L'entrée se fait par un pont et une poterne. Les bâtiments sont sur trois côtés, et un mur forme le quatrième. On trouve une tour et une tourelle à deux des angles.
Des décors sont encore présents, en particulier au-dessus des fenêtres restantes.

Vues du château
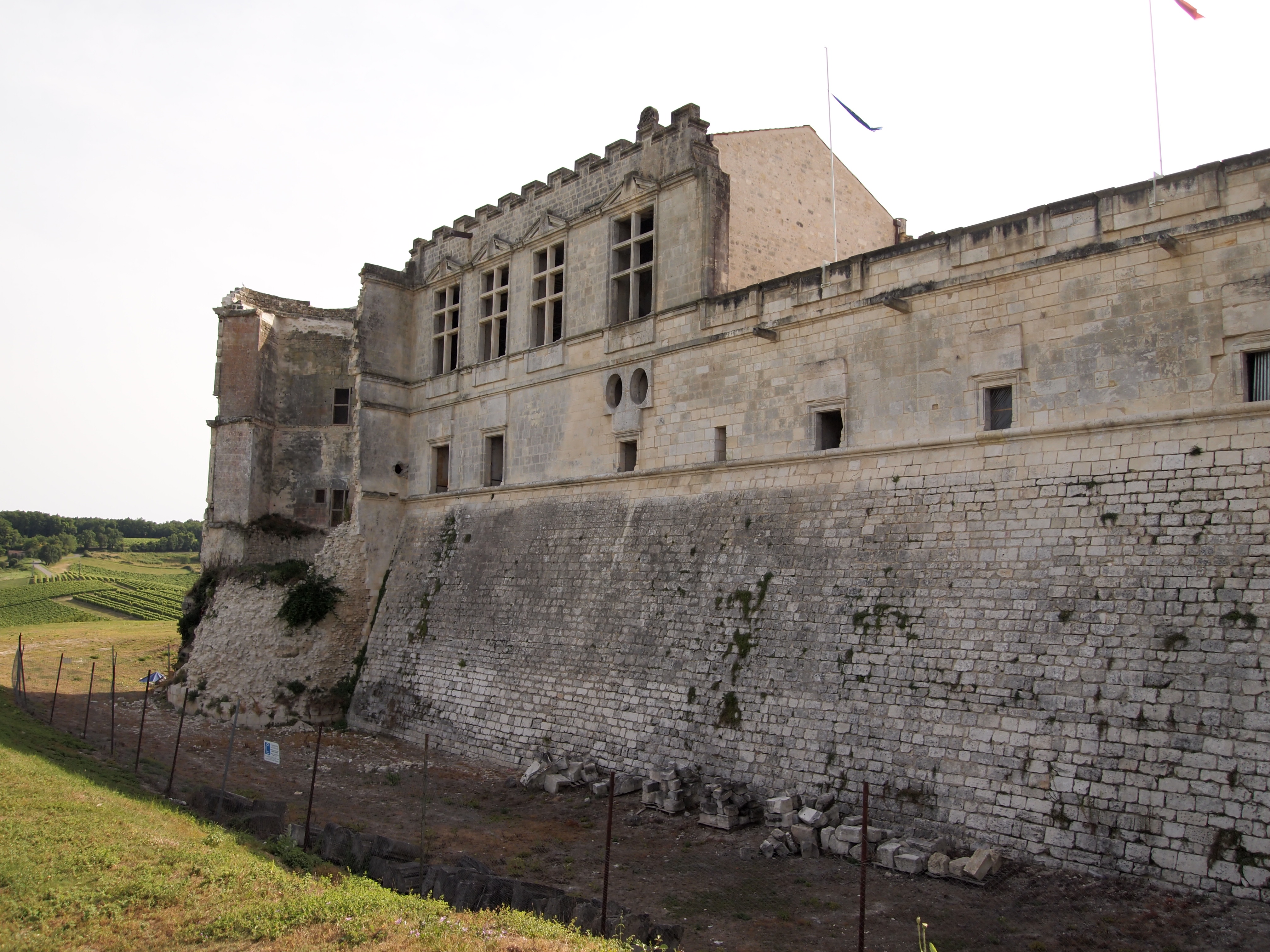
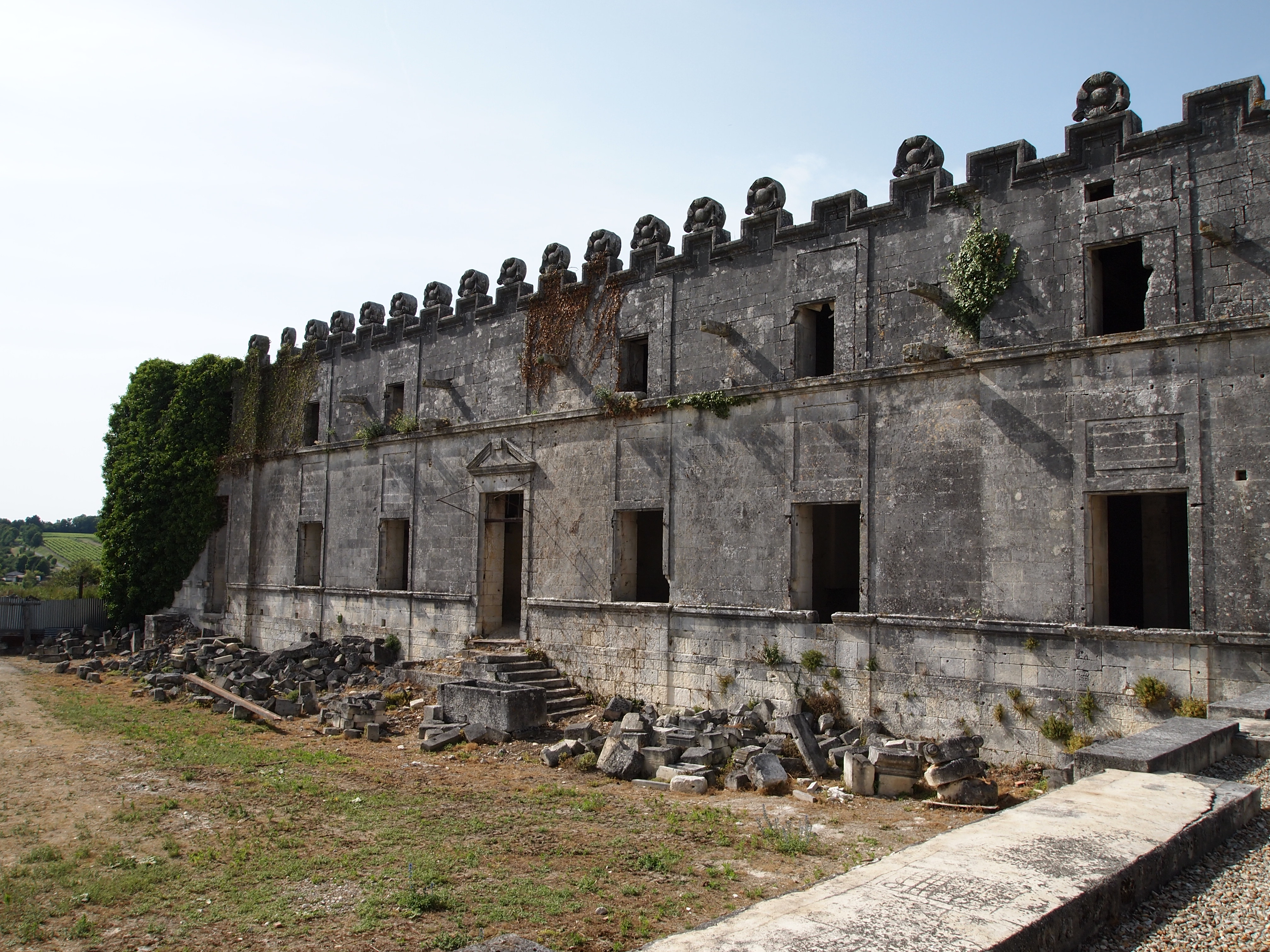
La cour.
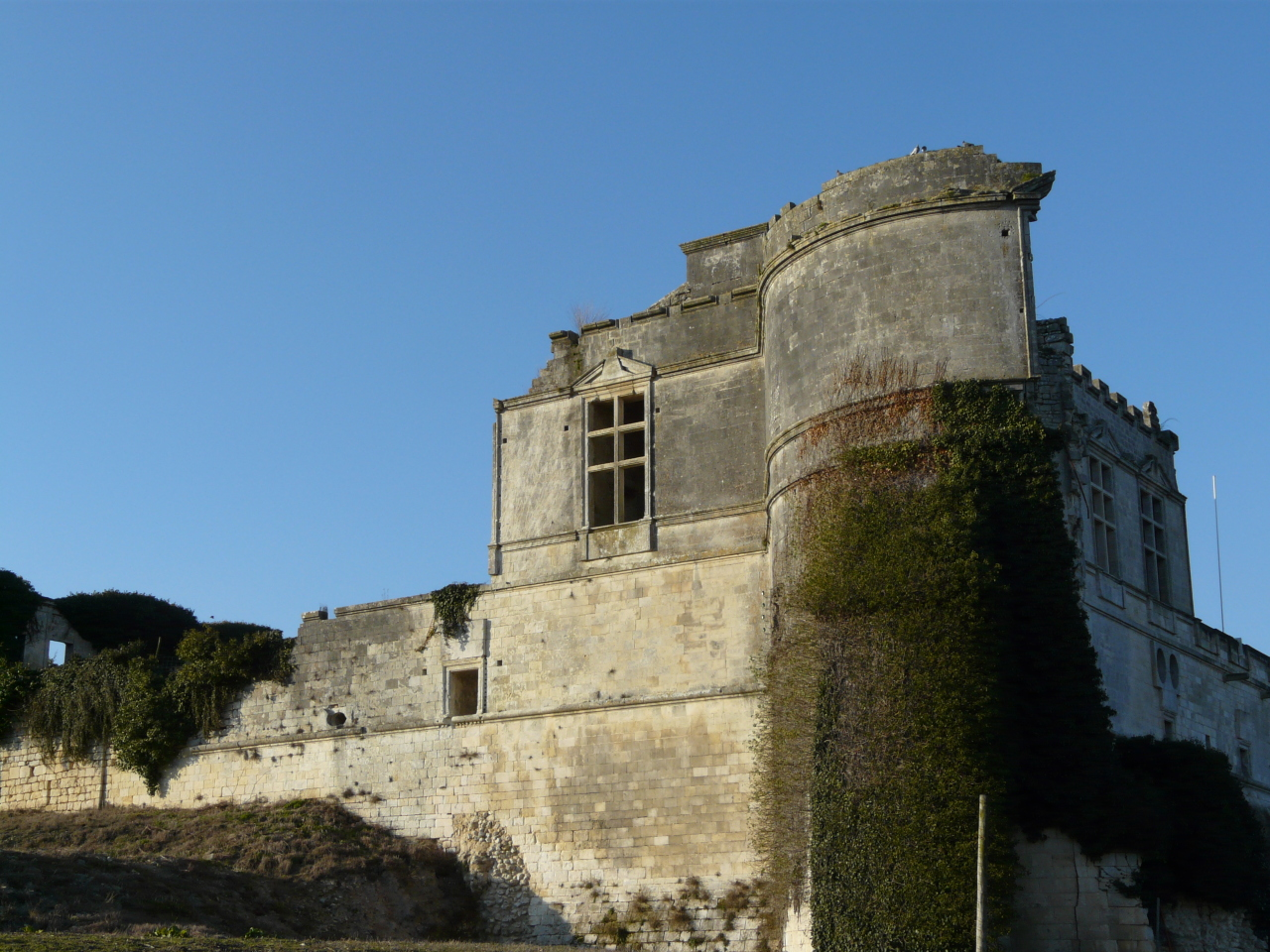
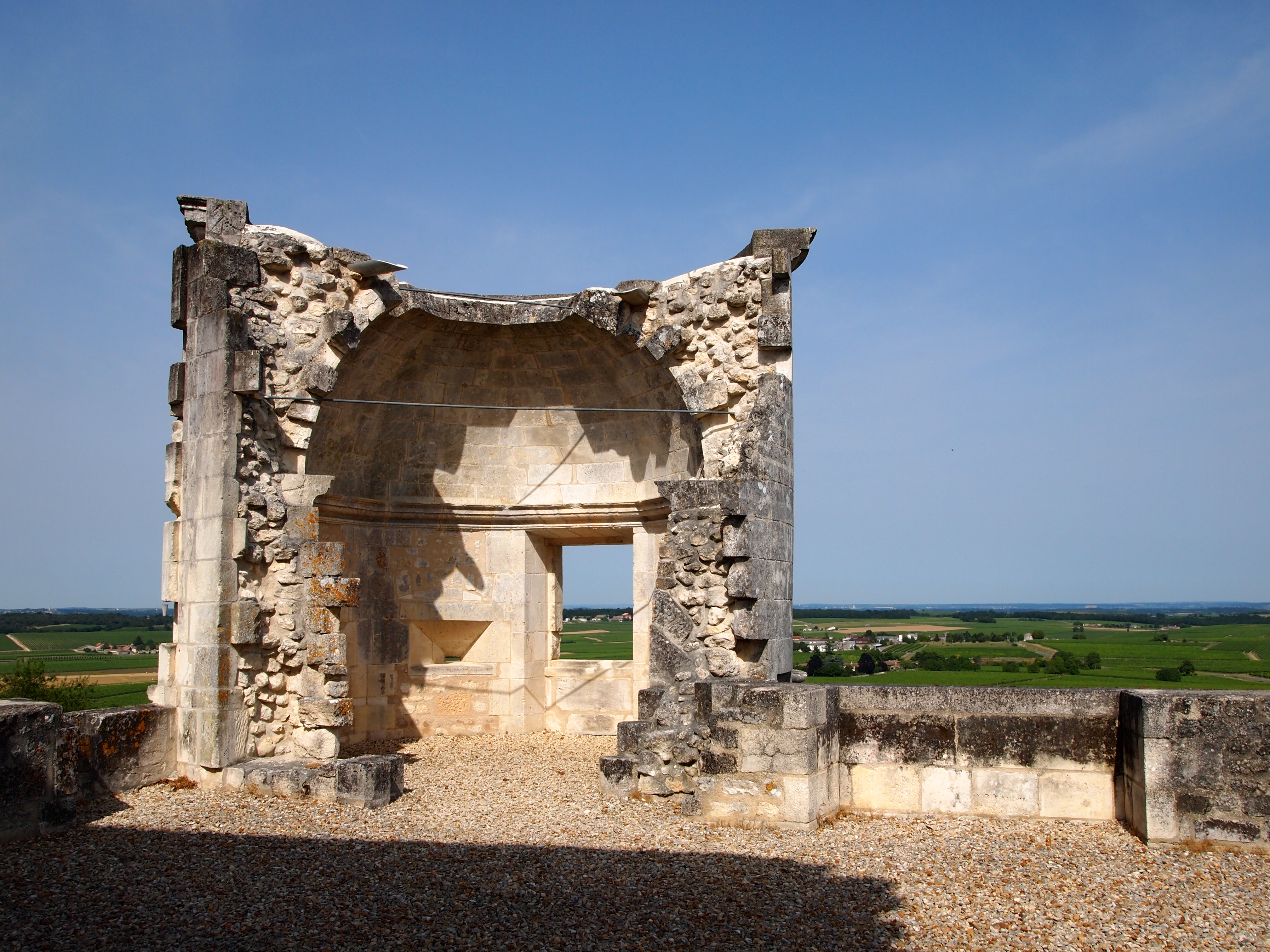